# Ginevra Cantofoli

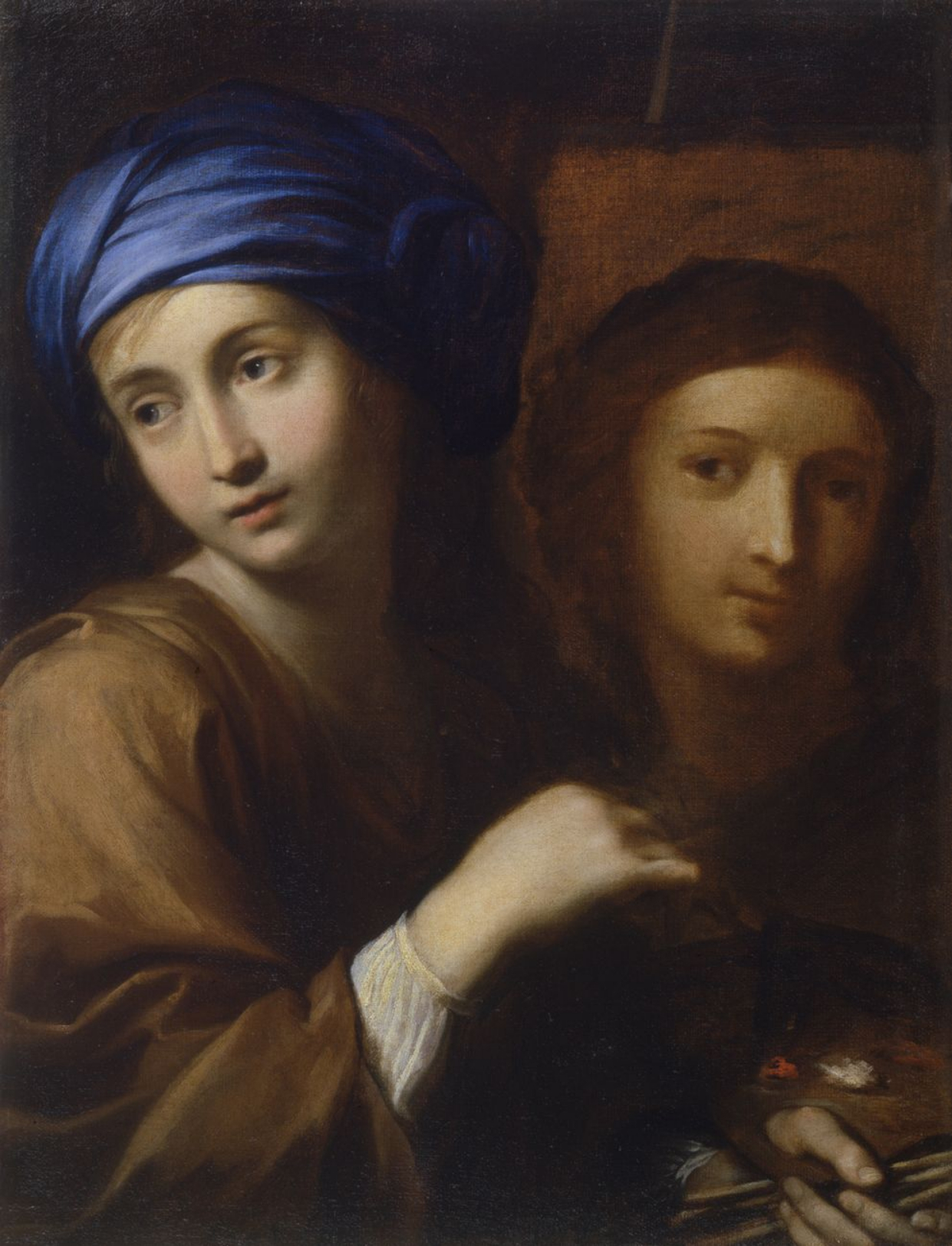
Autoritratto (Allegoria della pittura)

Ginevra Cantofoli (Bologna, 1608 o 1618 – Bologna, 12 maggio 1672) è stata una pittrice italiana dell'epoca barocca.

## Biografia
Nata da Francesco Cantofoli e Ottavia Buldrini, si avvicinò tardi alla pittura. Studiò presso l'Accademia del disegno di Elisabetta Sirani e quindi operò presso la sua bottega. Quando la Sirani morì prematuramente, alcuni sospettarono di un avvelenamento per mano o per ordine di Ginevra, indicando come movente una presunta accesa gelosia artistica di questa nei confronti di quella. In seguito fu però provato che la Sirani morì per una terribile ulcera perforante.
Nella sua città natale, Ginevra dipinse diverse pale d'altare e fra queste opere si ricordano un'Ultima Cena per la chiesa di San Procolo, un San Tommaso da Villanova per la Basilica di San Giacomo Maggiore e una Madonna con il rosario presso la chiesa di San Lorenzo. Recentemente la critica le ha attribuito il dipinto Donna con turbante, per anni considerato opera di Guido Reni e presunto ritratto di Beatrice Cenci, conservato alla Galleria Nazionale d'Arte Antica in Palazzo Barberini a Roma.
Ginevra Cantofoli era sposata e aveva due figli.

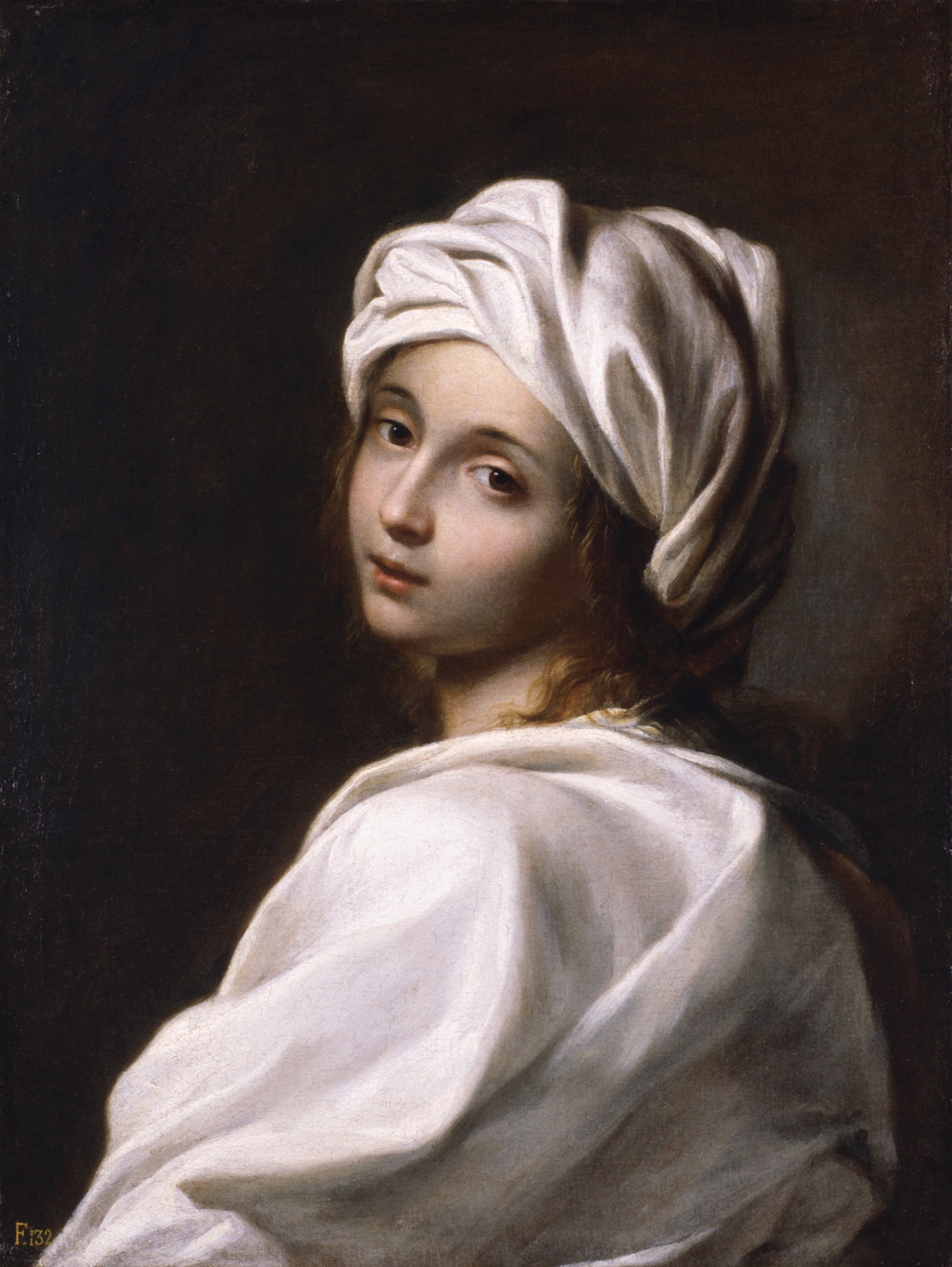
Ginevra Cantofoli - Donna con turbante (già presunto ritratto di Beatrice Cenci attribuito a Guido Reni), Galleria Nazionale d'Arte Antica in Palazzo Barberini, Roma

Morì a Bologna nel maggio del 1672. È sepolta nella chiesa di San Giacomo Maggiore.